# Les Essentiels de la BnF
 (janvier 2024).
Si vous disposez d'ouvrages ou d'articles de référence ou si vous connaissez des sites web de qualité traitant du thème abordé ici, merci de compléter l'article en donnant les références utiles à sa vérifiabilité et en les liant à la section « Notes et références ».
Les Essentiels de la BnF est une plateforme éducative rassemblant des ressources culturelles et pédagogiques de la Bibliothèque nationale de France (BnF).

## Plateforme
Les dossiers des Essentiels de la BnF invitent à mieux comprendre les cultures et les sociétés grâce aux collections de la Bibliothèque nationale de France. Destinés à tous les publics, ces dossiers proposent des mises au point sur de nombreux sujets sous forme d'articles, d'albums et de vidéos. Ils sont régulièrement enrichis par de nouveaux contenus, rédigés par des universitaires ou des conservateurs. Ces dossiers s’appuient notamment sur les documents numérisés et accessibles gratuitement dans Gallica, la bibliothèque numérique de la BnF.
Une section dédiée spécifiquement aux enseignants donne accès à des parcours pédagogiques rédigés par des enseignants pour des enseignants, classés par niveaux, par matières et par thèmes du programme scolaire
Le site propose également une rubrique avec des formats courts qui offrent des clés de compréhension sur des sujets contemporains.
Enfin, on y trouve aussi des activités à destination des enfants de 5 à 13 ans pour créer, lire, jouer, voir et écouter. Cette rubrique s’adresse aux parents, aux médiathèques, aux bibliothèques ou encore aux animateurs périscolaires.

## Histoire
Mis en ligne en avril 2022, Les Essentiels donnent accès à l’ensemble des ressources produites par la BnF depuis 1997 dans le cadre des expositions virtuelles et des dossiers pédagogiques, disponibles jusqu’ici sur les portails expositions.bnf.fr et classes.bnf.fr. A travers ce site, la BnF figure parmi les établissements publics partenaires répertoriés sur la plateforme Lumni du ministère de l'Éducation nationale.
Depuis, le site est régulièrement enrichi par de nouveaux contenus notamment en lien avec les expositions organisées par la BnF.